# دمیترو پنتلچوک
دمیترو پنتلچوک (اوکراینی: Дмитро Вікторович Пентелейчук؛ زادهٔ ۹ اوت ۲۰۰۰) بازیکن فوتبال اهل اوکراین است.